# Seleção Wallisense de Futebol
A Seleção Wallisense de Futebol representa Wallis e Futuna em jogos ou competições a nível amistoso. Esta seleção não é afiliada a FIFA, nem à OFC e pelo pouco investimento no esporte por parte do país, passa longos anos sem fazer partidas internacionais. 
Sua primeira partida foi em 1966, contra o Taiti (seleção que mais enfrentou), no qual perdeu por 15 a 0. A maior vitória dos wallisenses foi um 5 a 1 sobre Samoa Americana, em dezembro de 1987. Em sua história, Wallis e Futuna venceu 5 jogos e perdeu 19, fazendo 24 gols e levando 109, com saldo de -85.
A maior derrota da seleção foi contra as Ilhas Salomão, por 17 a 0, em jogo realizado em Porto Moresby, capital de Papua Nova Guiné, em 17 de agosto de 1995. Desde o dia 20 de agosto do mesmo ano, quando enfrentou a Nova Caledônia, Wallis e Futuna não disputa nenhuma partida de caráter oficial, embora participe esporadicamente das eliminatórias para os Jogos do Pacífico, competição que disputou por seis vezes.
O zagueiro Wesley Lautoa (nascido na França continental), embora possua origem wallisense, foi considerado elegível apenas para defender a Nova Caledônia em partidas oficiais.

## Desempenho nos Jogos do Pacífico
- 1963 - não se inscreveu
- 1966 - primeira fase
- 1969 - não se inscreveu
- 1971 - não se inscreveu
- 1975 - não se inscreveu
- 1979 - quartas de final
- 1983 - quartas de final
- 1987 - quinto lugar
- 1991 - primeira fase
- 1995 - primeira fase
- 2003 - não se inscreveu
- 2007 - não se inscreveu
- 2011 - não se inscreveu
- 2015 - não se inscreveu
- 2019 - não se inscreveu